# António Lobo Antunes

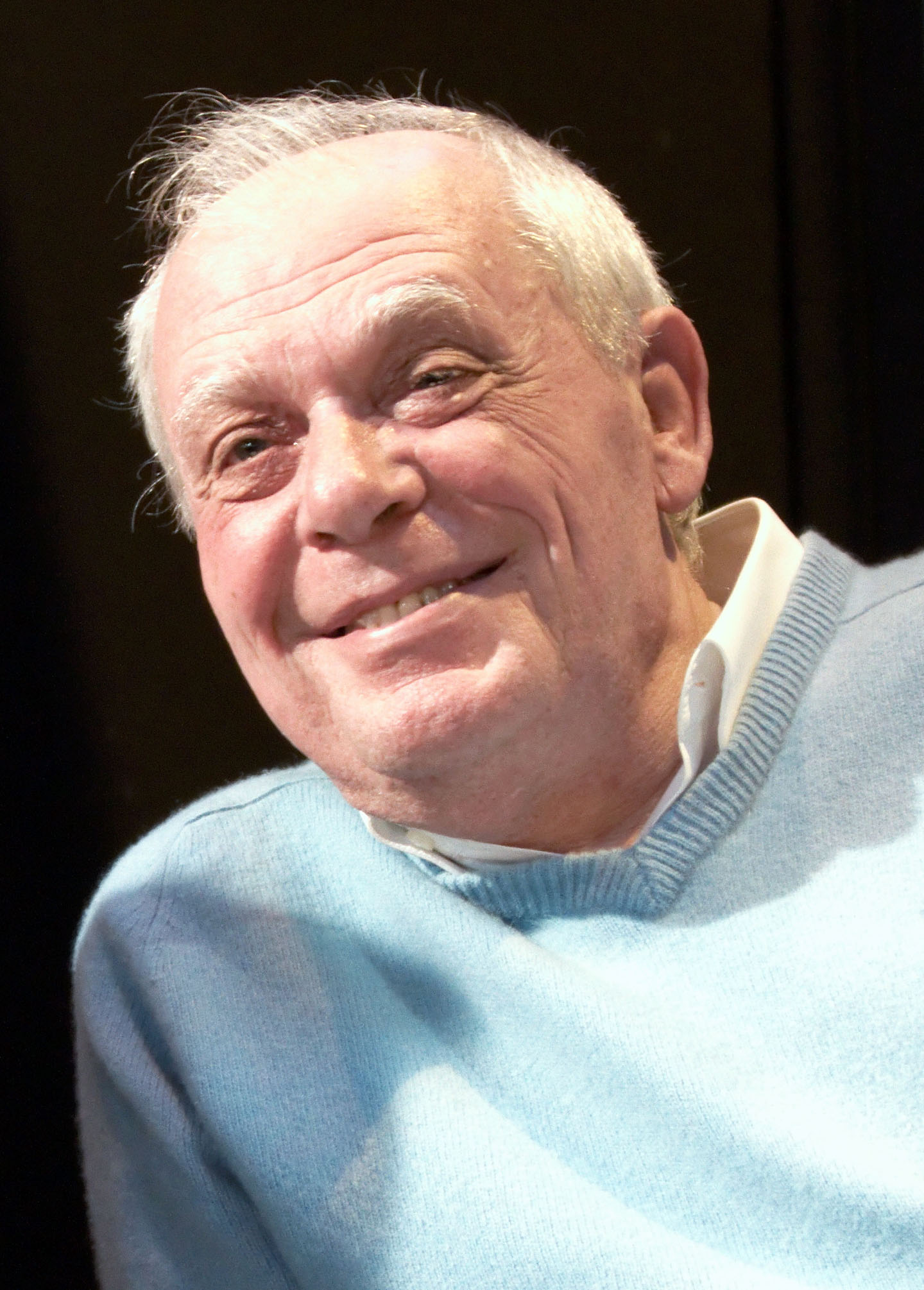
António Lobo Antunes

António Lobo Antunes (Lissabon, 1 september 1942) is een Portugese schrijver.

## Biografie
António Lobo Antunes kreeg een opleiding als psychiater en diende als arts tijdens de koloniale oorlog met Angola. Nadat hij in 1973 naar zijn vaderland terugkeerde, ging hij aan de slag op de psychiatrische afdeling van een ziekenhuis in Lissabon en werkte hij een tijdlang in Duitsland en België. Zijn oorlogservaringen inspireerden hem tot zijn debuutroman Memória de Elefante (1979), waarin een man diep getraumatiseerd terugkeert uit actieve dienst in Afrika. Door het succes ervan besloot Lobo Antunes van het schrijverschap zijn beroep te maken.
Inmiddels publiceerde hij een twintigtal romans (waaronder Dans der verdoemden, Fado Alexandrino, Het handboek van de inquisiteurs en Preek tot de krokodillen), en wordt hij beschouwd als een van de belangrijkste Europese auteurs van zijn generatie. Naast oorlog en dood vormt macht een van de dominante thema's in zijn werk. Met een bijna burleske humor schetst Lobo Antunes psychologische portretten van de kleine man. Verschillende personages voeren vaak tegelijk het woord, aldus de morele complexiteit van de Portugese maatschappij weerspiegelend.
Hij ontving in 1986 de Grote Romanprijs van de Portugese schrijversbond, en wordt alom gezien als een  kandidaat voor de Nobelprijs. Hij werd in 2007 bekroond met de Camõesprijs, een literaire onderscheiding binnen het Portugese taalgebied en in 2008 met de Juan Rulfo Prijs, een prestigieuze prijs voor Latijns-Amerikaanse en Caraïbische literatuur.

## Werken
Van vertaalde boeken staat ook de Nederlandse titel vermeld.
- Memória de Elefante (1979)
- Os Cus de Judas (1979) - De Judaskus
- Conhecimento do Inferno (1980) - Reis naar het einde
- Explicação dos Pássaros (1981) - Vogelvlucht
- Fado Alexandrino (1983) - Fado Alexandrino
- Auto dos Danados (1985) - Dans der verdoemden
- As Naus (1988)
- A Besta do Paraíso (1989)
- Tratado das Paixões da Alma (1990)
- A Ordem Natural das Coisas (1992)
- A Morte de Carlos Gardel (1994)
- A História do Hidroavião (1994)
- O Manual dos Inquisidores (1996) - Het handboek van de inquisiteurs
- O Esplendor de Portugal (1997) - De glans en pracht van Portugal
- Livro de Crónicas (1998)
- Exortação aos Crocodilos (1999) - Preek tot de krokodillen
- Não Entres Tão Depressa Nessa Noite Escura (2000) - Verdwijn niet zo snel in die donkere nacht
- Que Farei Quando Tudo Arde? (2001)
- Segundo Livro de Crónicas (2002)
- Boa Tarde às Coisas Aqui em Baixo (2003)
- Eu Hei-de Amar uma Pedra (2004)
- D'este viver aqui neste papel descripto: cartas da guerra (2005)
- Ontem Não te vi em Babilónia (2006)
- Terceiro Livro de Crónicas (2006)
- O Meu Nome é Legião (2007)
- O Arquipélago da Insónia (2008)
- Que Cavalos São Aqueles Que Fazem Sombra no Mar? (2009) - Paardenschaduw op zee
- Sôbolos Rios Que Vão (2010)
- Comissão das Lágrimas (2011)
- Não é Meia-Noite quem quer (2012)
- Caminho como uma casa em chamas (2014) - Als een brandend huis
- O Tamanho do mundo (2022) - De omvang van de wereld

- Bibsys: 98009094
- Biblioteca Nacional de España: XX973669
- Bibliothèque nationale de France: cb118856397 (data)
- Catàleg d'autoritats de noms i títols de Catalunya: 981058520024106706
- Gemeinsame Normdatei: 118845489
- International Standard Name Identifier: 0000 0001 2102 8123
- Library of Congress Control Number: n83063095
- Nationale Bibliotheek van Letland: 000044237
- MusicBrainz: a0432d9e-0cf4-4f1e-8bbb-3dbca5ea74e0
- Nationale Bibliotheek van Tsjechië: xx0003512
- Nationale bibliotheek van Australië: 35524270
- Nationale Bibliotheek van Israël: 987007257888305171
- Nationale Bibliotheek van Polen: a0000002983811
- Nationale en Universitaire bibliotheek Zagreb: 000177721
- Nederlandse Thesaurus van Auteursnamen: 069140952
- Istituto Centrale per il Catalogo Unico: MILV106670
- LIBRIS: 175373
- Système universitaire de documentation: 050836196
- Trove: 983978
- Virtual International Authority File: 85327033
- WorldCat: E39PBJkxPd3B4GRqQmYHgR4Dv3